# 鳥取大火
鳥取大火（とっとりたいか）は、1952年（昭和27年）4月17日から18日にかけて鳥取県鳥取市で起きた大規模火災である。鳥取市大火災（とっとりしだいかさい）、鳥取大火災（とっとりだいかさい）とも呼ばれる。
戦後の日本において、焼損面積（林野火災を除く）では、1947年（昭和22年）4月20日の飯田大火に次ぐ規模の火災である。

## 経過

### 出火
1952年（昭和27年）4月17日14時55分、鳥取駅前にあった市営動源温泉付近から出火した。当日はフェーン現象により強い南南西の風が吹いており、平均風速10.8メートル、最大風速22.5メートルという状況で、鳥取測候所の観測では午後3時に気温25.3度、湿度28％を記録している。このため、火勢は一気に拡大し、付近の商店街や民家に飛び火しながら市街地を北へ扇状に直進した。

### 消火活動と延焼
鳥取市内の消防署2個所にあった自動車ポンプ6台のうち、2台は修理中（うち1台は応急修理後に出動）だった。気象条件が悪かったことに加え、水利は小河川と消火栓1個所のみで、結果として、火炎に消防隊が追われることとなった。
指揮面では、市の消防長及び消防司令長が公務出張により不在であったため、計画的な統制指揮ができず、出動した消防車・消防隊が、それぞれの判断で行動する状況となった結果、強力な消防戦術を展開することができなかった。
鳥取市は消防隊の出動命令と同時に、県に対して応援を要請。これを受け、県は地方課長を通じ、全県下の消防団に応援出動依頼を発した。米子市、岩美郡、八頭郡、気高郡、東伯郡、西伯郡から応援が到着し、鳥取市の消防署・消防隊を合わせると、計89の消防団、7,126人が消火活動に従事した。ただ、県下には機動力が充実した消防隊は少なく、鳥取市までの距離も遠かったため、早期の活動は不可能だった。
鳥取市街地の中心部には袋川が流れており、かつては鳥取城の外堀で、防火帯としての役割が期待されていた。袋川の北側には県庁や市役所などの官庁、さらに学校や住宅が密集していたためである。市消防本部および市消防団は「袋川を越えさせるな」と、懸命の消火作業を行ったが、南寄りの風にあおられた火は袋川を越えて燃え広がった。当時、袋川に沿って、1943年（昭和18年）の鳥取地震の後に建てられた応急仮設住宅（バラック）が並んでいたことも影響した。
延焼区域の拡大を受け、鳥取県知事の西尾愛治は午後5時、警察予備隊米子駐屯地の隊長に電話で出動を要請。あわせて、国家地方警察大阪管区本部長宛てに電報を送り、警察予備隊の派遣を第三管区隊総監に要請するよう依頼した。これにより、米子駐屯地から300人の警察予備隊員が出動した。
夜になっても火勢は衰えず、焼失速度は1分間に家屋7戸強であった。強風にあおられて湯所にあった天徳寺も炎上したほか、愛宕神社・丸山・覚寺峠の山林を焼き、岩美郡福部村（現・鳥取市）との境界にあった摩尼寺付近まで飛び火した。延焼は、鳥取市街地南端の出火点から市街地北端の湯所や摩尼寺まで直線距離で6キロメートルに及んだ。

### 鎮火
4月18日午前1時過ぎから、寒冷前線の通過に伴い小雨となり、午前3時頃には火勢が衰え、午前4時頃には鎮火状態となった。

## 被害
鳥取大火の公式記録『鳥取市大火災誌 災害救護篇』によると、人的被害は死者2名、重傷3名（うち1名は6日後に死亡）、軽傷3,963名である。同書は、鳥取市が法律に基づいて負担した埋葬料は大火当日に死亡した2名分だったことを根拠に大火の死者数を「2名」としている。一方、総務省消防庁『消防白書』では死者数を「3名」としており、文献によって記載されている死者数は異なる。
大火による罹災世帯は5,714世帯、罹災者数は20,451人に上る。焼損棟数は7,240棟で、焼損面積は44万9千平方メートル余り、損害額は193億24百万円余りであった。当時の鳥取市の人口は6万1千人、世帯数は1万3千余りだったため、市民の約三分の一が被災したことになる。
鳥取市は戦争中に空襲を受けることはなかったが、1943年（昭和18年）9月の鳥取地震によって大きな被害を受けていた。西尾知事は「鳥取地方大震災の痛手から、漸く復旧復興の目鼻がついていた市民を再度絶望のドン底につき落とした」と述べている。

### 戦後の日本における主要な大火
| 1947年04月20日 飯田大火（長野県飯田市） | 48.2万m2 |
| 1952年04月17日 鳥取大火（鳥取県鳥取市） | 44.9万m2 |
| 1954年09月26日 岩内大火（北海道岩内町） | 32.1万m2 |
| 1955年10月01日 新潟大火（新潟県新潟市） | 21.4万m2 |
| 1949年02月20日 能代大火（秋田県能代市） | 21.0万m2 |
| 1956年09月10日 魚津大火（富山県魚津市） | 17.6万m2 |
| 1956年08月18日 大館大火（秋田県大館市） | 15.7万m2 |
| 1976年10月29日 酒田大火（山形県酒田市） | 15.2万m2 |
| 1950年04月13日 熱海大火（静岡県熱海市） | 14.2万m2 |
| 1946年05月08日 村松大火（新潟県村松町） | 13.5万m2 |

## 出火の原因
大きな被害をもたらした大火だが、出火原因は現在でも不明である。まず第1出火点として、4月17日14時30分頃、吉方290番地の木造平屋建の空き家で出火したが、消防車が出動し消し止められた。ところがこの直後の15時2分頃、第1出火点から約17m離れた市営動源温泉屋上の湯気抜き鎧戸から火炎が噴き出して第2出火点となった。こちらは南からの強風に吹き煽られて消火できず、延焼を続けて大火につながった。
- 第1出火点となった空き家は、杉皮葺き屋根の一部を焼いたのみで鎮火している。この空き家では、出火直前まで3人の作業員がシイタケ原木の穴あけ作業をしており、その作業に使用した電動ドリルが過熱して杉皮葺き屋根に燃え移ったのではないかと見られ、作業員3人が取り調べを受けたが証拠不十分となった。
- 第2出火点では、鳥取駅信号所にある暖房用煙突からの飛び火が原因と疑われ[7]、信号所の責任者2人が取り調べを受けたが、これも証拠不十分で不起訴になっている。

## 復興への動き
大火発生の翌日18日には建設省都市計画局長の石破二朗が技師1名を伴って鳥取市に到着、19日には建設次官の中田政美が、都市計画課長、住宅局主任技官とともに来鳥し、視察及び復興対策の指導等を行った。
鳥取大火が起きた当時の鳥取市街地は、旧城下町の名残で道幅が狭く、消防隊の活動の妨げになった。大火後の都市計画では街路拡張が行われたほか、区画整理事業により整然とした市街地が形成された。
同年5月31日に耐火建築促進法が国会で可決されると、8月2日付けで鳥取市若桜街道筋などが同法による全国初の防火建築帯指定を受け、1955年（昭和30年）までに地上2階以上のコンクリートまたはブロック造りによる94棟の建造物が完成した。
鳥取県と鳥取市は、鳥取大火の発生及び救護活動などをまとめた『鳥取市大火災誌 災害救護篇』を翌年の1953年（昭和28年）3月に刊行。さらに、復興のあゆみをまとめた『鳥取市大火災誌 復興編』を1955年3月に刊行している。

## 米軍の救援活動
大火発生当時、鳥取市内には米国陸軍情報隊の作戦士官だったジェームズ・W・ロビネットが駐留していた。午後4時頃には事務所にも火の手が回り、電話も使用できなくなったため、手回式の無線通信機でモールス信号により、被災者数や必要物資の数量を呉の司令部に急報した。ロビネットは4月17日から18日にかけて大火の様子を写真に記録した。この中にはカラーの写真も含まれており、大火の惨状を伝える貴重な資料として公開されている。
4月18日には米空軍のC-17輸送機が鳥取市上空に飛来し、被災状況偵察を行った。神戸に駐留していた米軍の在日兵站司令部南西方面隊のカーター・W・クラーク准将は救援物資の輸送を命令。トラック80台と貨車45両に軍用の食料（レーション）や毛布、ミルクなどが積み込まれ、4月19日に鳥取に向けて出発した。トラック部隊の第一陣は11時間をかけ、20日午前3時に鳥取市に到着。貨車も20日から21日にかけて順次到着した。
クラーク准将は米国赤十字に対しても、支援活動の実施を要請。米国赤十字では、日本に駐留する軍人・軍属らに募金や衣類の寄付を呼びかけた。このことは在日米軍向けラジオ局FENでも放送され、個人やキリスト教会関係者からも寄付が集まり、4月21日午後の時点で、当時の金額で100万円を超える募金が寄せられた。
米軍による一連の救援活動は「ハヤク作戦」（Operation Hayaku）と呼ばれた。

## 大火の痕跡

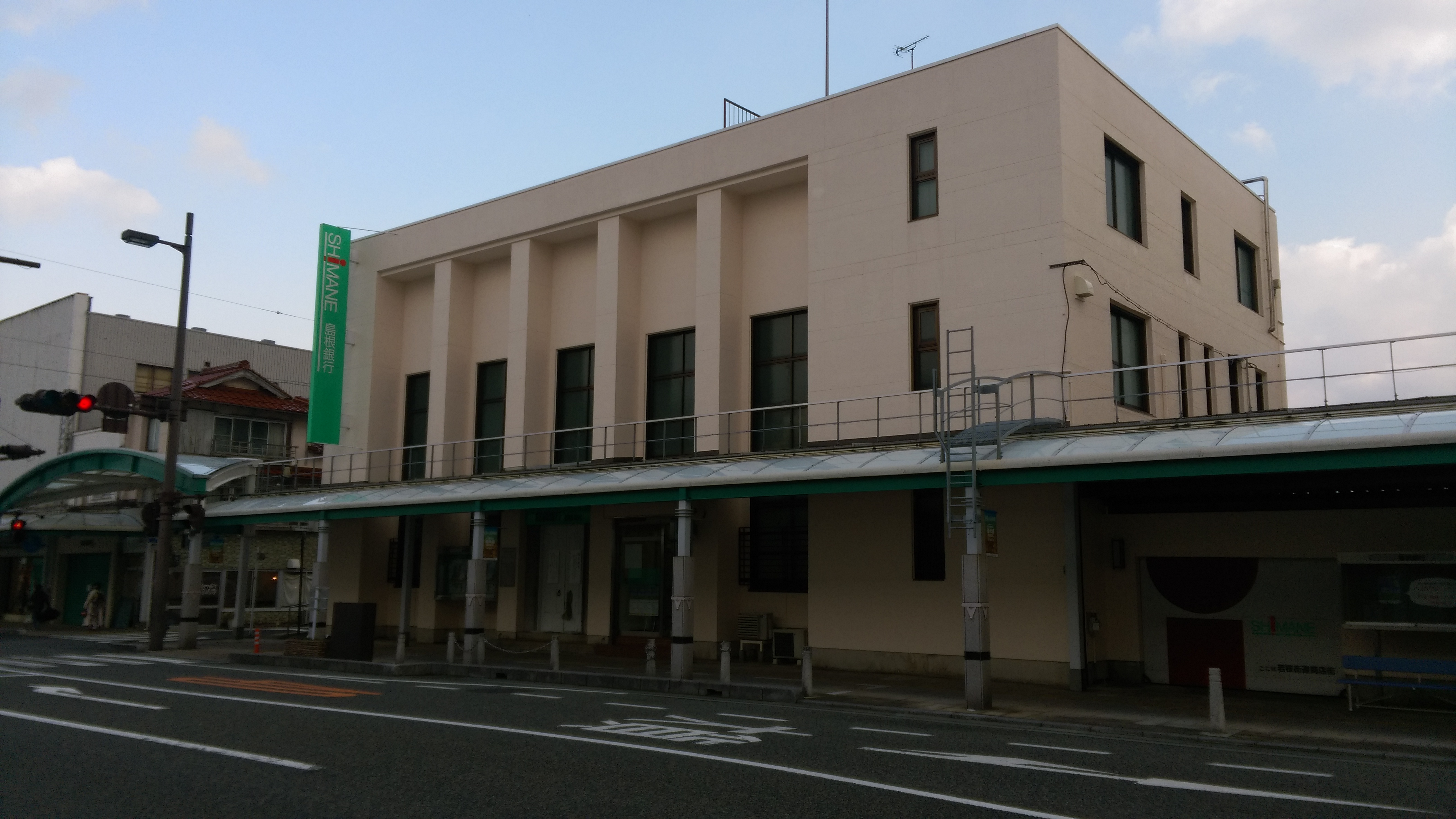
旧富士銀行鳥取支店（後の旧島根銀行鳥取支店）

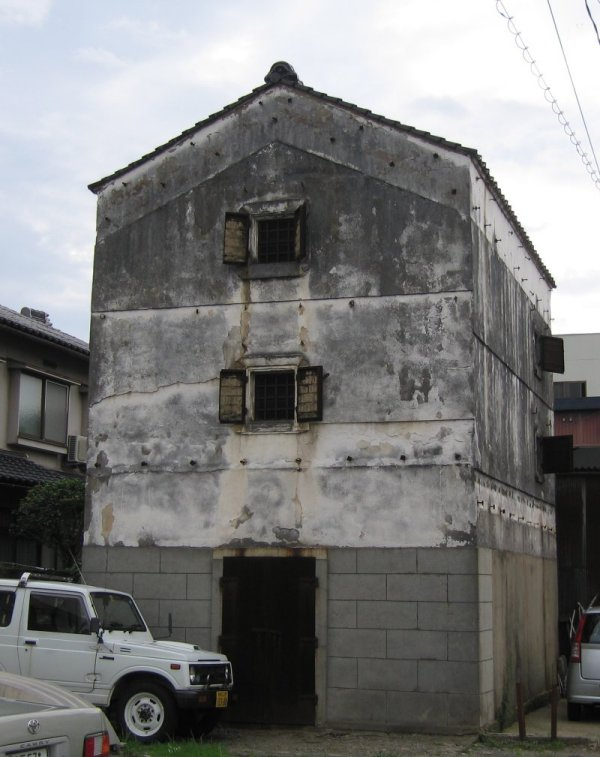
焼失を免れた商家の土蔵

この大火で鳥取市の旧市街地の三分の二が消失したが、鉄筋コンクリート造の県立鳥取図書館（木造部分は一部消失）、五臓圓ビル、戎町の富士銀行鳥取支店（後の島根銀行鳥取支店）は焼失を免れた。県立鳥取図書館は、老朽化のため保存が困難とされ、鳥取童謡おもちゃ館・わらべ館建設の際に取り壊された（外観の一部が復元されている）。
五臓圓ビルは旧態どおりに補修され、現在は市民交流の場としても活用されており、国の登録有形文化財として登録されている。このほか、鹿野街道に面した鳥取市本町に当時の商家の土蔵1棟がある。老朽化と荒廃が激しいが、こちらも鳥取大火をくぐり抜けた貴重な建造物である。また、若桜街道にあった富士銀行鳥取支店は防火壁の役割を果たし、北東側への延焼を食い止めた。富士銀行の建物は大きな被害を受けなかったため、店舗を焼失した日本銀行鳥取事務所が一時的に事務所を置いた。
2012年（平成24年）4月16日、鳥取県は、大火の様子を収めた「鳥取大火復興記念写真帖1953」が県庁の倉庫から発見されたと発表された。写真帖は、大火当時の鳥取県土木部建築課が作成したもので、写真86点のうち76点は未公開のものであった。
焼け野原になった市街地や大火後の復旧・復興の様子、「復興だ　頑張ろう」と書かれた貼り紙を撮影した写真もあり、大火の被害、復興の様子を伝える貴重な資料である。写真帖は、鳥取県立公文書館に移管され、同年度中に公開された。

## 記憶の継承
鳥取県東部広域行政管理組合では、毎年4月17日に鳥取市内中心部で消防車両による防火祈念パレードを実施している。
鳥取県立公文書館では、大火の記録を次の世代に継承するため、大火発生の4月17日にあわせ、2015年（平成27年）から毎年写真展を開催している。

## 袋川の桜土手

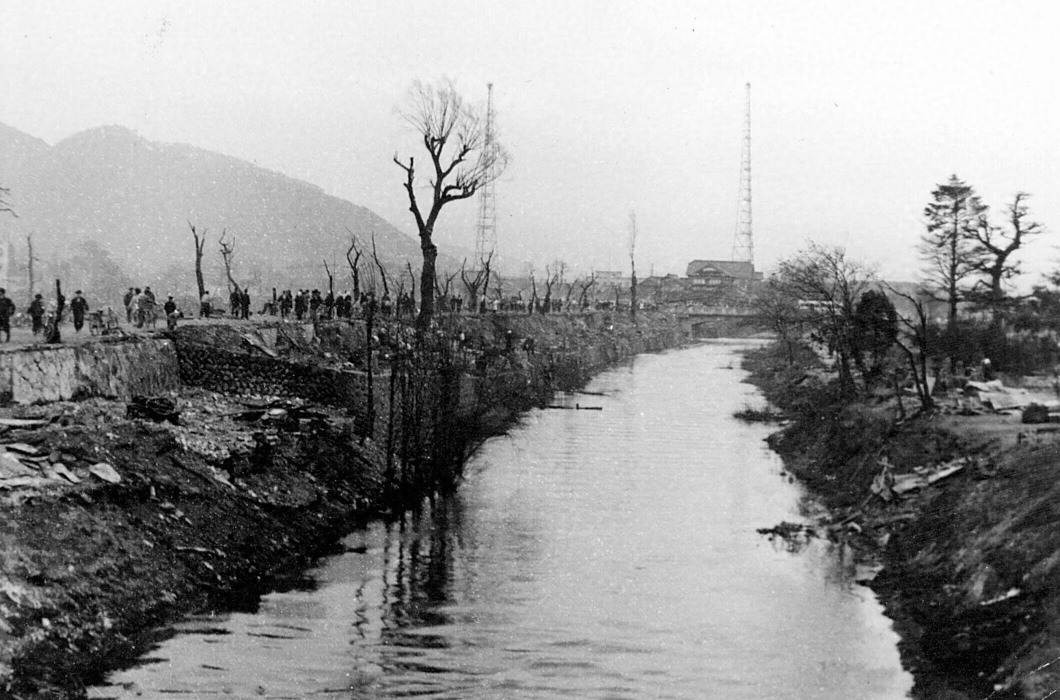
焼失した袋川の桜土手（鳥取県立公文書館所蔵）

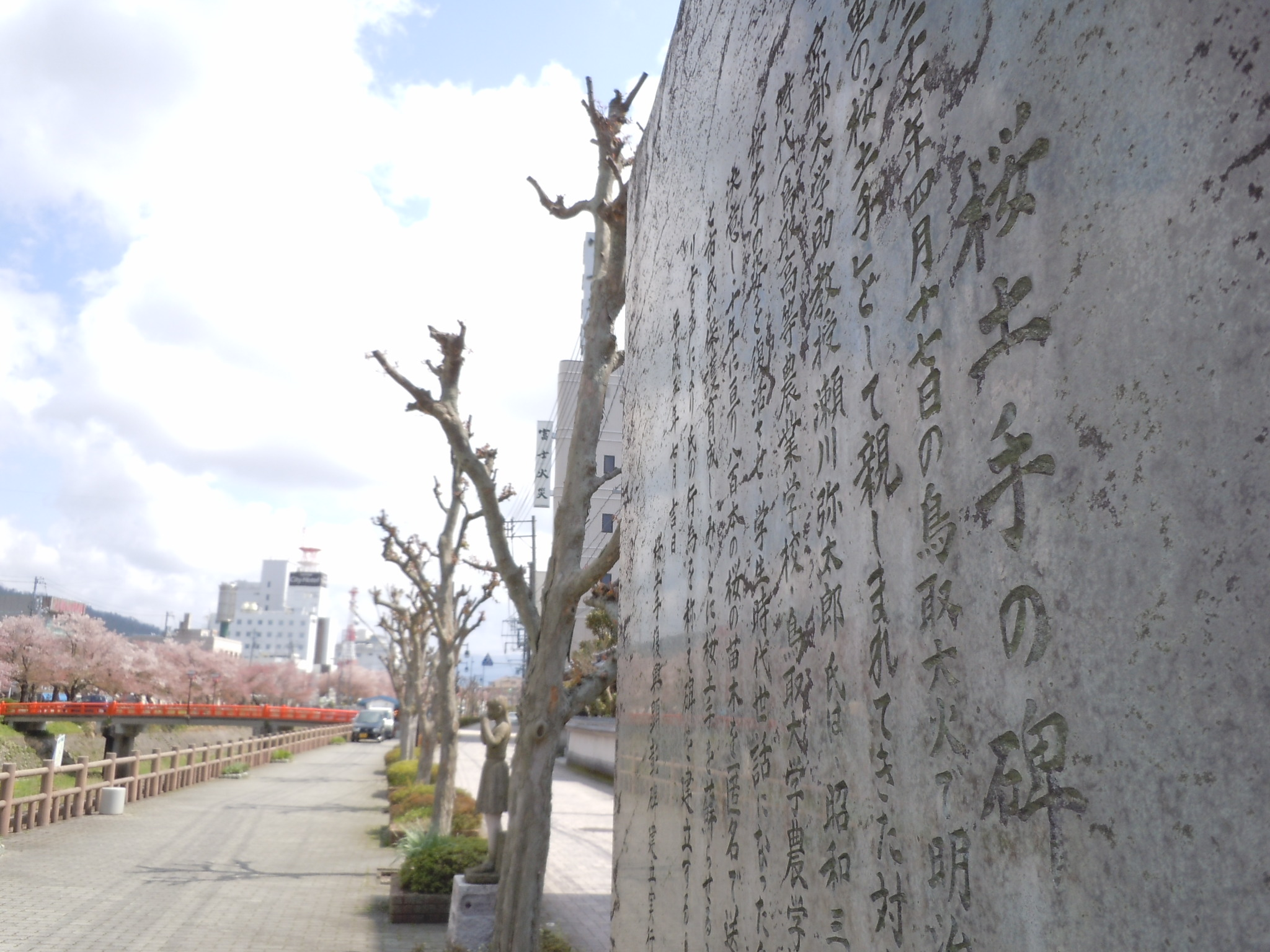
鳥取市の袋川土手に建つ「桜土手の碑」

鳥取市中心部を流れる袋川の土手には、1905年（明治38年）の日露戦争戦勝記念や1915年（大正4年）の御大礼記念の際に、ソメイヨシノが植樹され、桜土手と呼ばれる名所が形成されたが、大火によって焼失した。
昭和30年代半ば、匿名の主から桜の苗木が市に送られるようになり、その数は10年間で800本に達した。後に、送り主は、学生時代を鳥取で過ごし、京都大学助教授となった瀬川弥太郎と判明した。有志による復興の努力によって桜土手はよみがえり、現在も桜の名所として市民に親しまれている。